# Petre Răileanu
Petre Răileanu (n. 13 aprilie 1951, Brăila) este un critic literar și eseist român, ce s-a stabilit în anul 1992 în Franța. Trăiește la Paris și scrie în limbile franceză și română, fiind un specialist în avangarda română.

## Biografie
A absolvit studii liceale la Brăila și apoi Facultatea de Filologie (secția limba și literatura română - limba și literatura franceză) din cadrul Universității din București (1974). După absolvirea facultății, a lucrat ca redactor al secției de beletristică de la Editura Militară din București, cu grad de ofițer. Colaborează cu articole, cronici literare și eseuri la revistele Viața Românească, Tribuna, România literară, Contemporanul, Ramuri etc., scriind prefețe și postfețe la volume de Mihail Sadoveanu, Ion Marin Sadoveanu, Liviu Rebreanu sau George Astaloș. În perioada 1990-l991 a fost autorul rubricii „Ipoteze de lectură” din Suplimentul literar si artistic al «Tineretului liber», obținând premiul pentru eseu al cotidianului Tineretul liber (1990). A debutat editorial în 1990 cu  Corabia lui Ghilgameș, volum de eseuri despre literatura eroică.
În 1992 se stabilește în Franța, absolvind studii de masterat la Universitatea „Sorbonne Nouvelle”, Paris III (1993). Lucrează ca redactor la Radio France Internationale și la revista Lettres roumaines. Este membru în Conseil International d'Études Francophones și membru al asociației Biennale Française. Se specializează în literatura de avangardă, publicând câteva volume de critică și istorie literară în limba franceză despre Gherasim Luca, Benjamin Fundoianu și Tristan Tzara și colaborând la vol. Le surréalisme et l’amour (1997). Articolele, studiile și eseurile publicate în Franța și România clarifică zonele de interferență dintre cele două culturi și abordează prezența culturii române în spațiul european, referindu-se mai ales la avangarda literară și artistică. A participat cu comunicări consacrate literaturii române, literaturii franceze sau interferențelor culturale la mai multe colocvii și congrese internaționale: Guadelupa (1997), Sète-Montpellier (1997, 1998), Stetson University, Florida, SUA (1998), Neuchâtel, Elveția (1998) ș.a. 
A fost desemnat în anul 2012 primul laureat al bursei pentru creație de avangardă Sarane Alexandrian, acordată de Societe des Gens de Lettres pentru studiul: Le Groupe surréaliste roumain ou la vie dans la vie. Bursa se acordă pentru opere aflate în faza de proiect sau nepublicate încă.
Petre Răileanu își afirmă în eseurile din volumul Europa, mon amour condiția de scriitor european, care se simte „oriunde acasă” și are o viziune nepărtinitoare și deschisă spre nou, în spirit de toleranță și respect al tradițiilor, caracteristic Europei Unite.

## Scrieri
- Corabia lui Ghilgameș, eseuri, București, 1990;
- La dialectique démoniaque. Le parcours roumain de Gherasim Luca, Mélusine n°15, L'Age d'Homme, Paris, 1995;
- Le Rameau d’or: l’avant-garde roumaine, text critic, note și bibliografie de Petre Răileanu, București, 1995;
- Le Surrealisme et l’amour (în colaborare), Paris, 1997;
- Fin de siècle: un nou început, București, 1999;
- Fundoianu/Fondane et l’avant-garde, în colab. cu Michel Carassou, Paris-Méditerranée, Paris, 1999;
- Iubite Fondane... treisprezece scrisori inedite prezentate de Petre Răileanu, în colab. cu Michel Carassou, București, 1999;
- Tzara et l’Internationale du surrealisme (în colaborare), Paris, 2000;
- Ion Rațiu, Istoria unei candidaturi deturnate, București, 2001;
- Europa, mon amour, București, 2003;
- Gherasim Luca, monographie, Éditions Oxus, Paris, 2004;
- Dada în direct, urmat de Tristan Tzara, schiță de portret, Tracus Arte, București, 2016.

## Traduceri
- Jacques Hérold: Maltraité de peinture, prefață, note și traducere din franceză, Editura ICARE, București, 2001.